# We Will Rave
«We Will Rave» (укр. Ми будемо рейвувати) — пісня австрійської співачки Kaleen, з якою вона представляла Австрію на Пісенному конкурсі Євробачення 2024 в Мальме, Швеція після внутрішнього відбору національним мовником ORF.

## Про пісню
«We Will Rave» написали Андерз Вретов, Джиммі Торнфельдт, Джулі Аагаард і Томас Стенгаард. Марі-Софі Крейсль, яка використовує сценічний псевдонім Kaleen, щоб розкрити свою екстравертну особистість на сцені, описала пісню як «поп-трек, натхненний техно», ще до її виходу. Після випуску пісні співачка заявила, що образ рейв-вечірки в пісні був використаний для відображення місця, куди «чужі та поранені душі йдуть, щоб зцілитися та розв'язати свої проблеми за допомогою музики».
16 січня 2024 року в ефірі Ö3-Wecker, радіошоу на Hitradio Ö3, Kaleen офіційно оголосили представницею Австрії на Пісенному конкурсі Євробачення 2024.. 23 лютого співачка опублікувала 30-секундний фрагмент «We Will Rave» для просування. Демо пісні просочилося за кілька тижнів до її офіційного релізу 1 березня.

## Пісенний конкурс Євробачення 2024

### Внутрішній відбір
14 червня 2023 року ввстрійський мовник на Євробаченні Österreichischer Rundfunk (ORF) офіційно оголосив про свої наміри взяти участь у конкурсі 2024 року та визначити свого представника шляхом внутрішнього відбору. Короткий список із 14 артистів оцінювали журі та фан-клуби Євробачення. Хоча початковий анонс переможця очікувався в грудні, його відклали на місяць. 16 січня 2024 року Kaleen оголосили представницею Австрії на Пісенному конкурсі Євробачення 2024.

### На Євробаченні
Пісенний конкурс Євробачення 2024 відбувся на Мальме-Арені в Мальме, Швеція, і складався з двох півфіналів, які пройшли 7 і 9 травня відповідно, і фіналу 11 травня 2024 року. 

Під час жеребкування 30 січня 2024 року Австрія потрапила до першої половини другого півфіналу шоу та виступила під 6 номером. «We Will Rave» посіла у півфіналі 9 місце з 46 балам від глядачів і кваліфікувалася до фіналу. Там Kaleen виконала свою пісню двадцять шостою – закривала своїм виступом шоу. Співачка здобула 19 балів від глядачів (19 місце) та 5 балів від журі (23 місце з 25-ти) та фінішувала на підсумковому 24 місці з 24 балами.

Фрагменти виступу на Євробаченні 2024
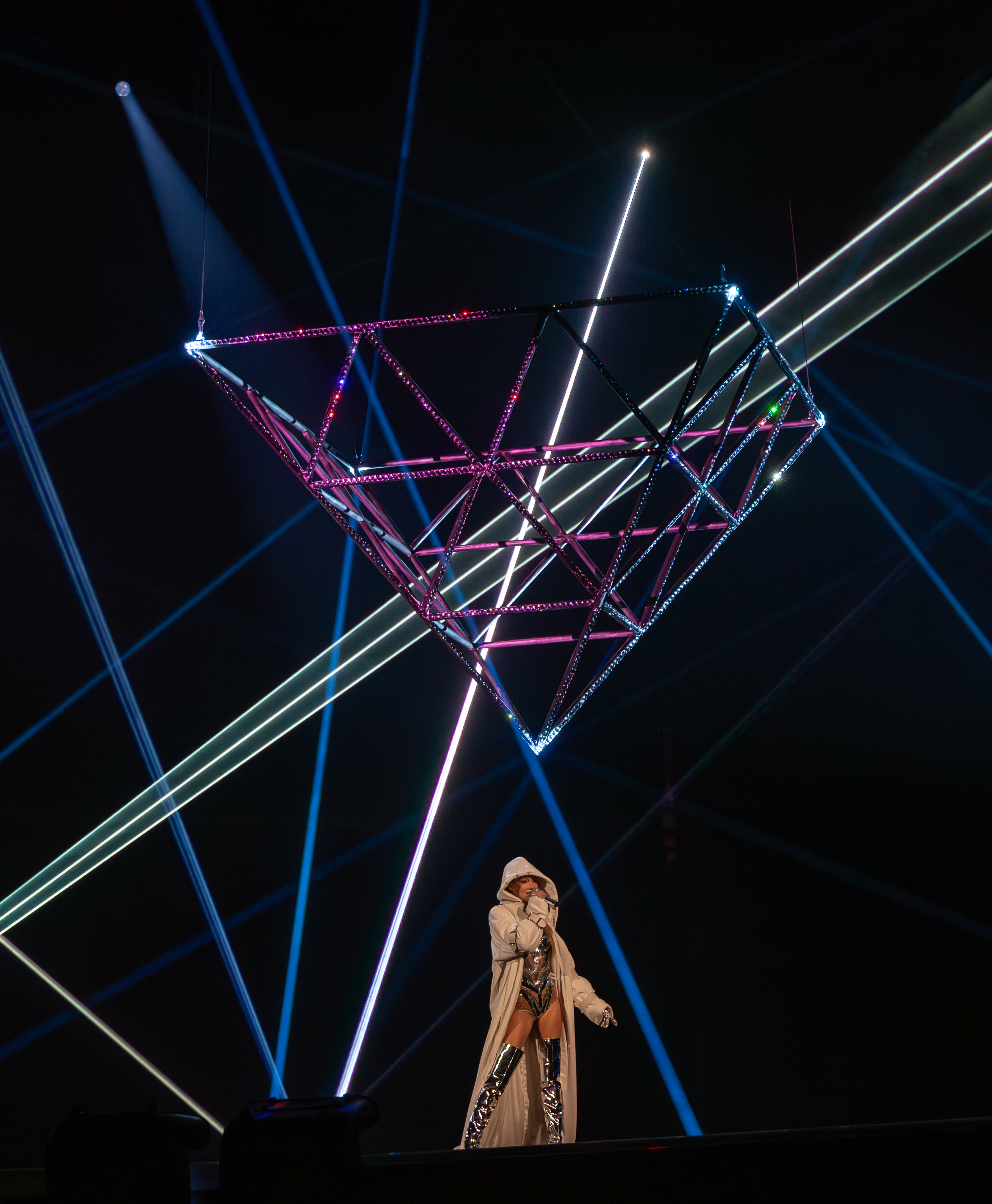
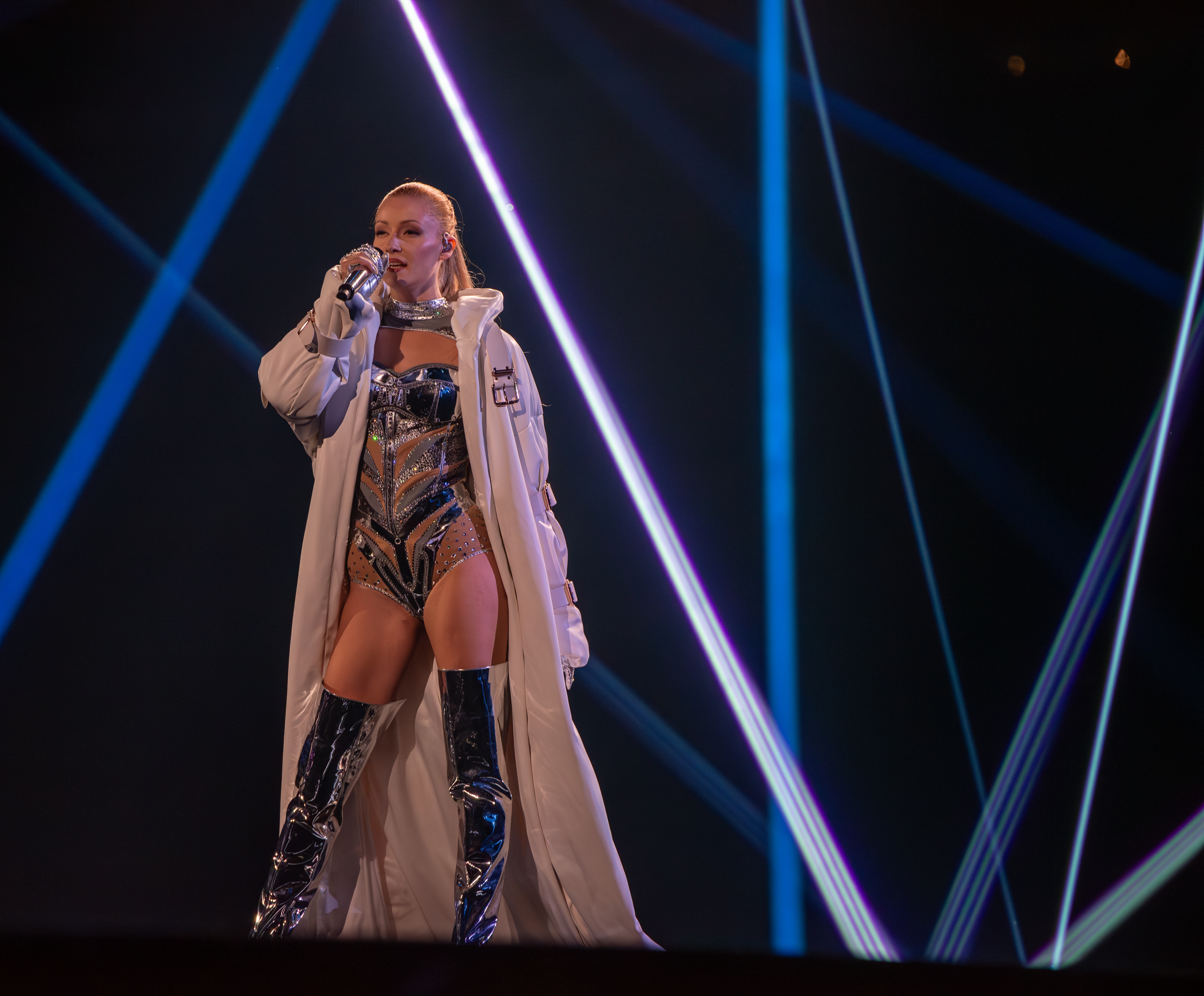
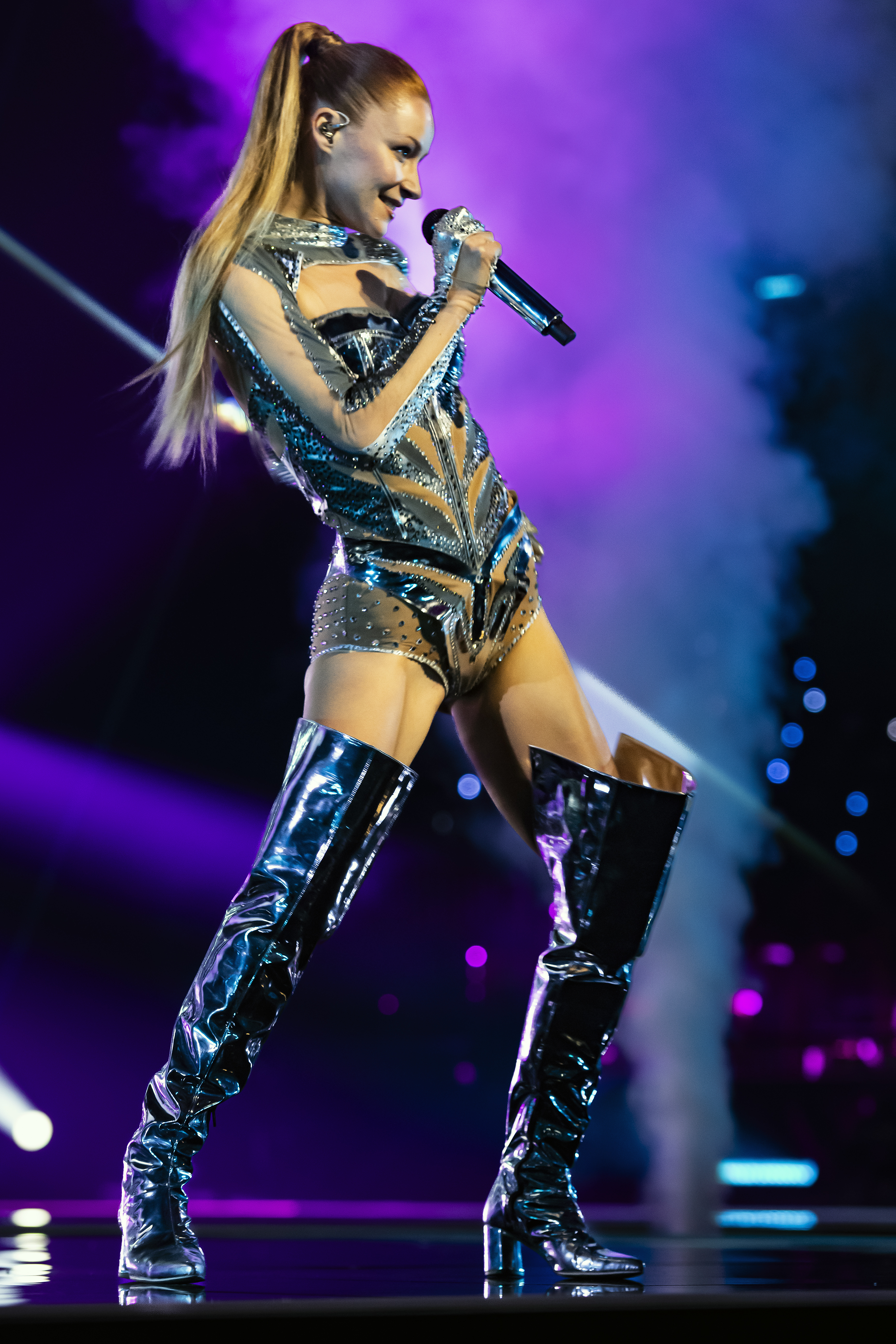
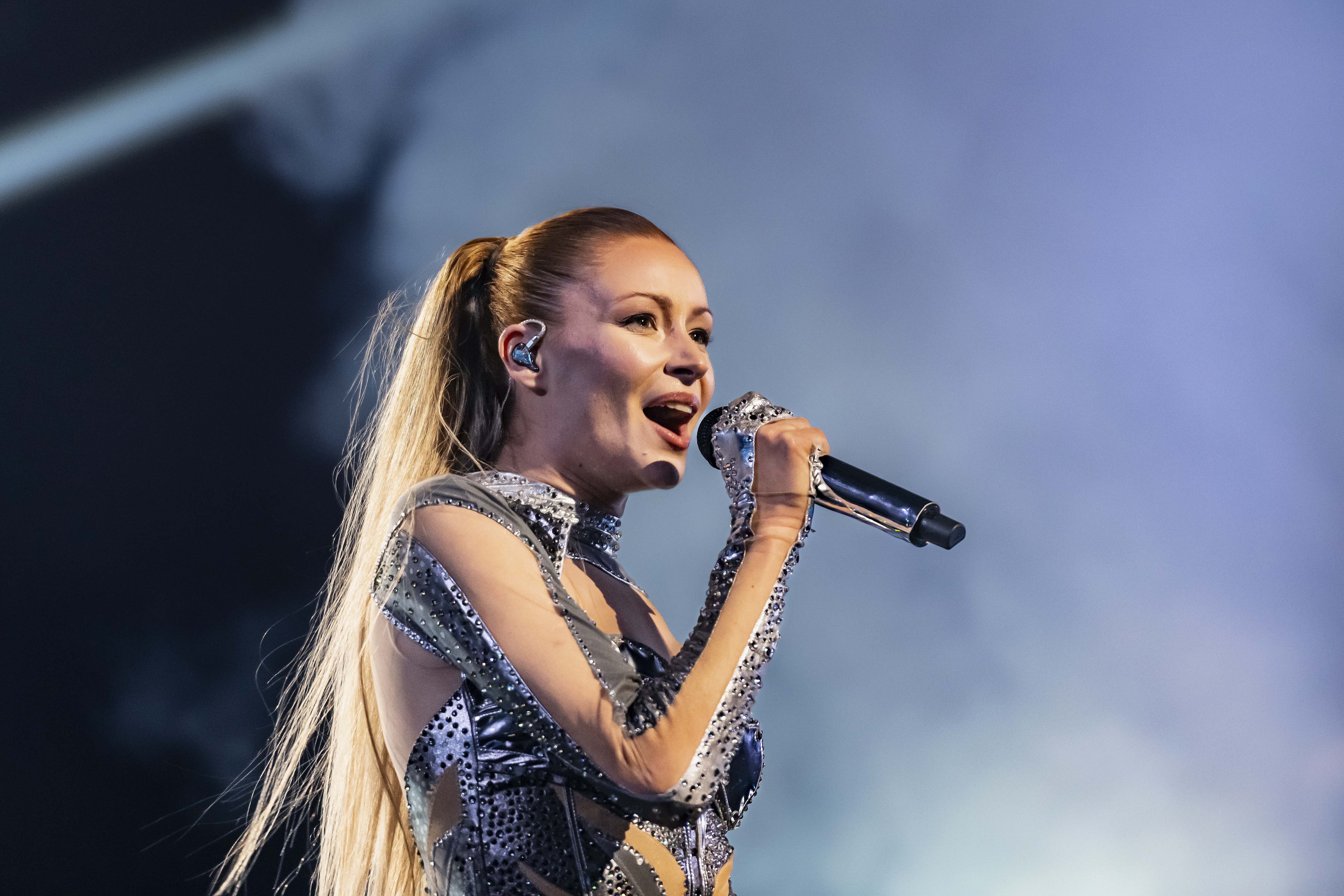
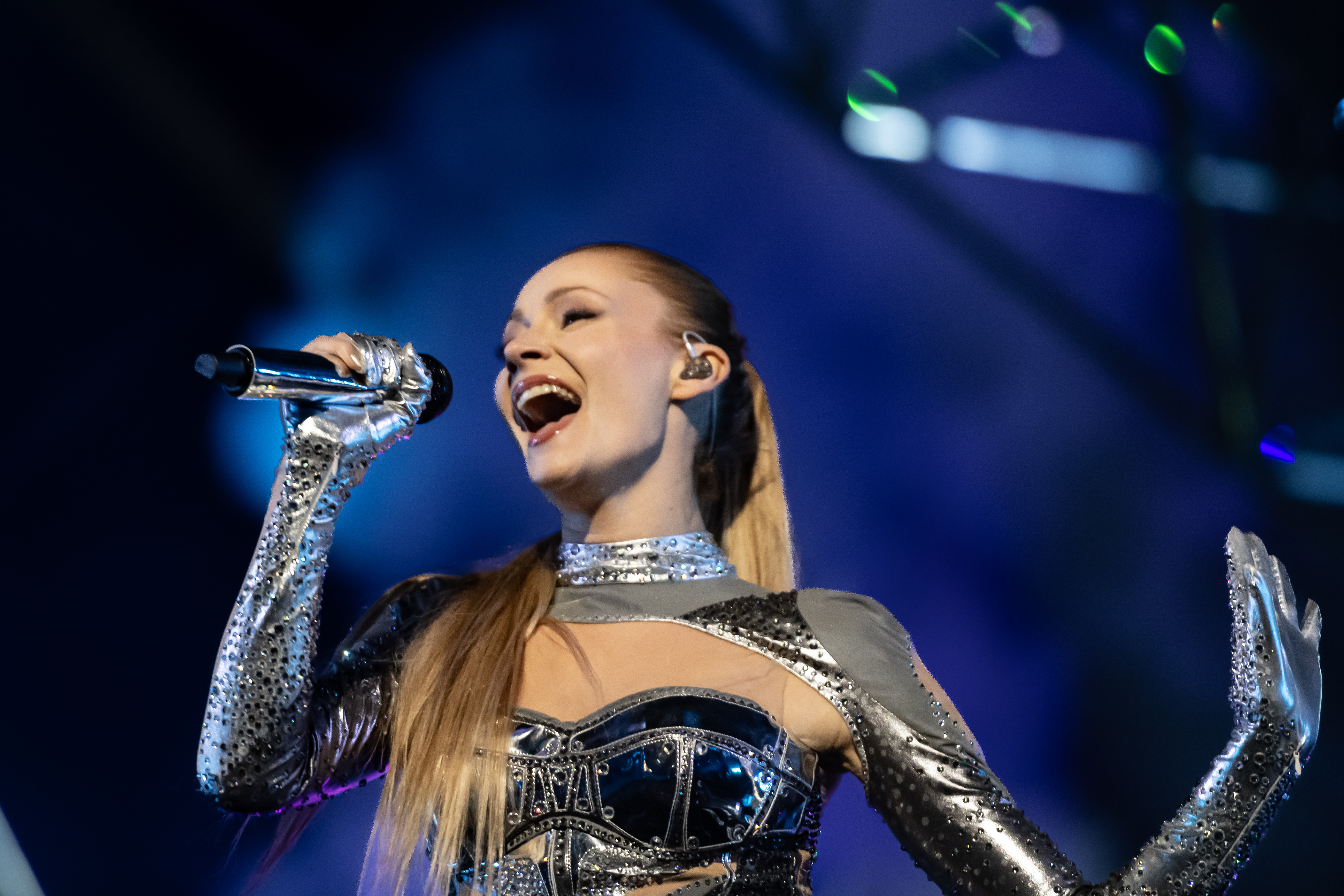
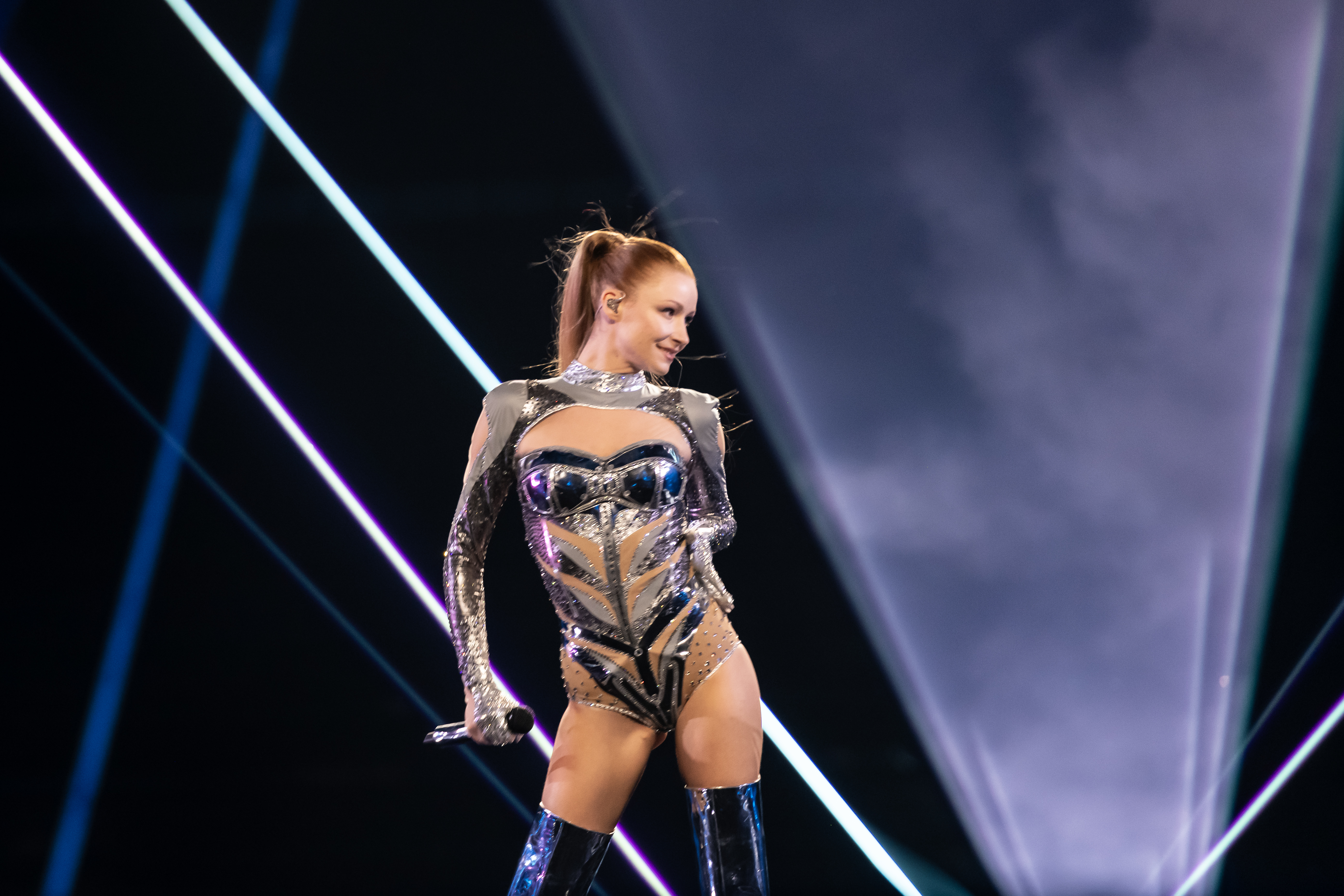
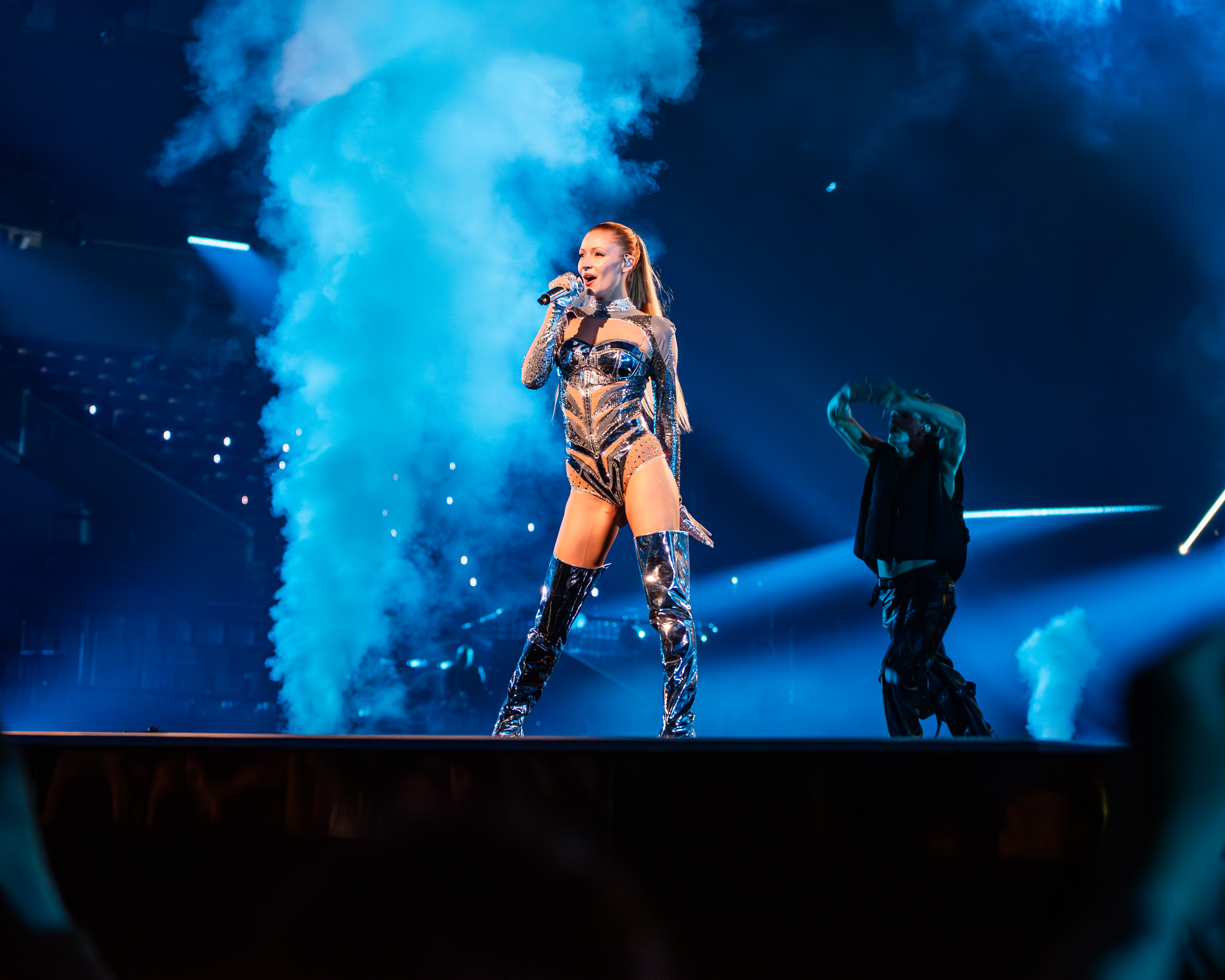
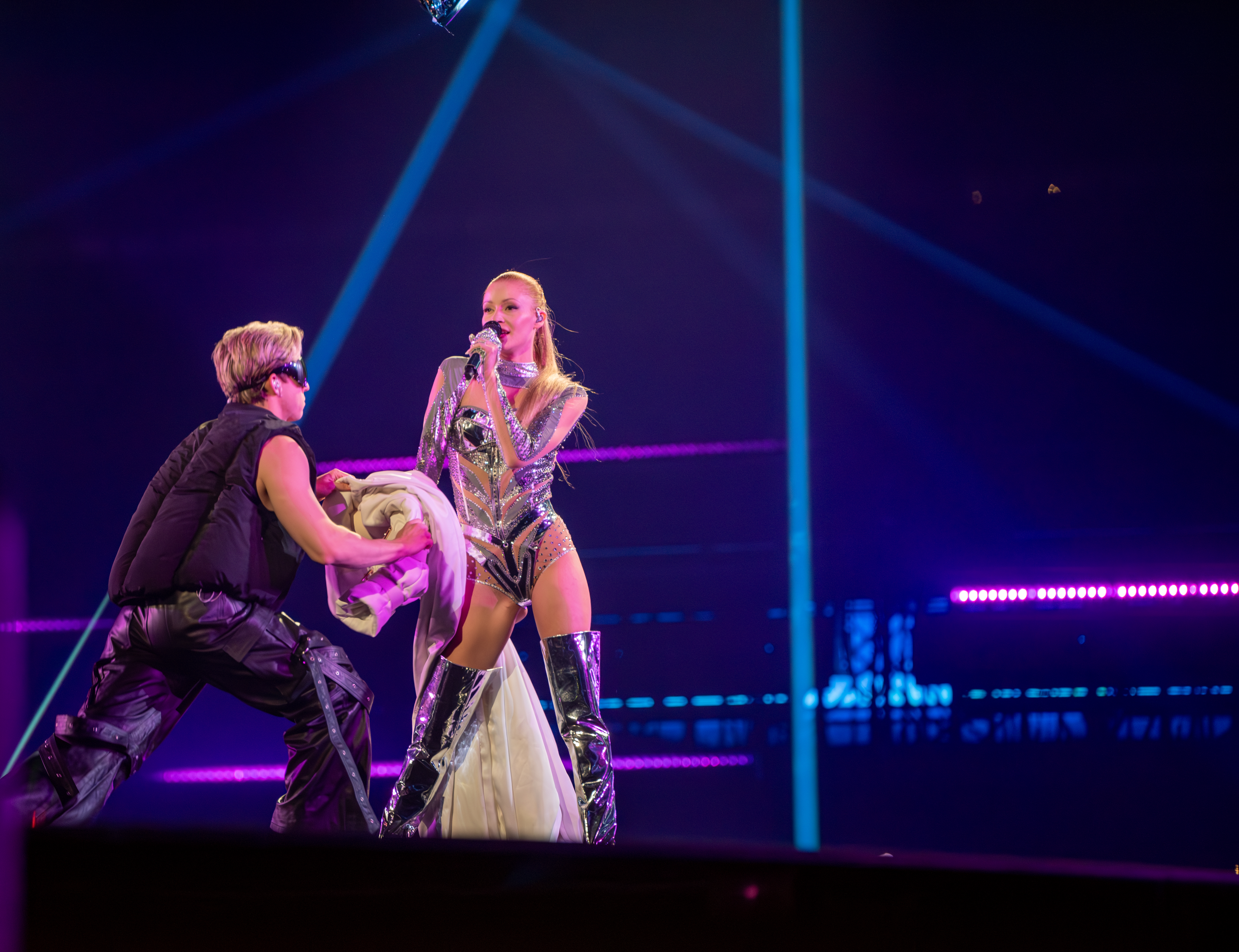
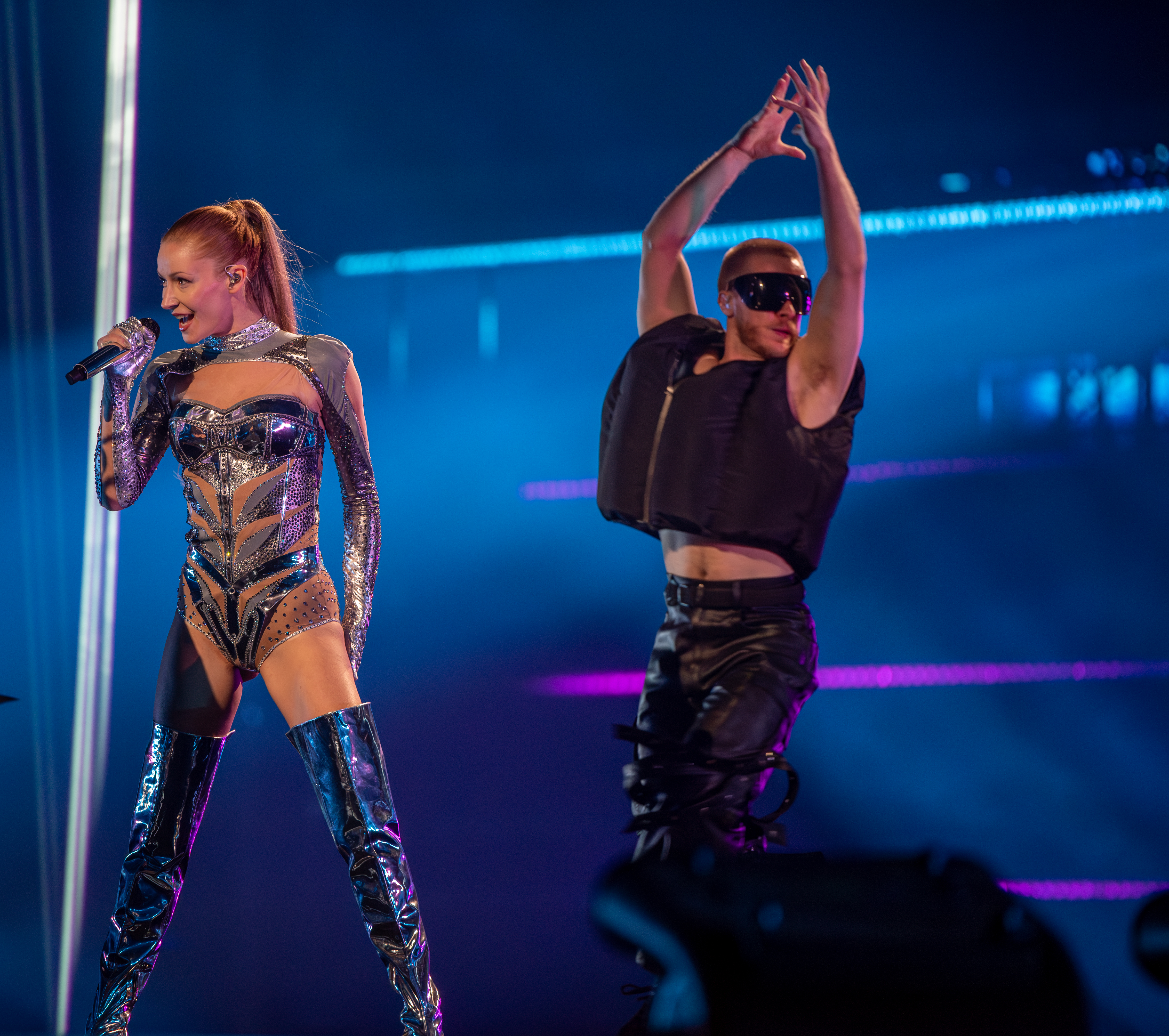
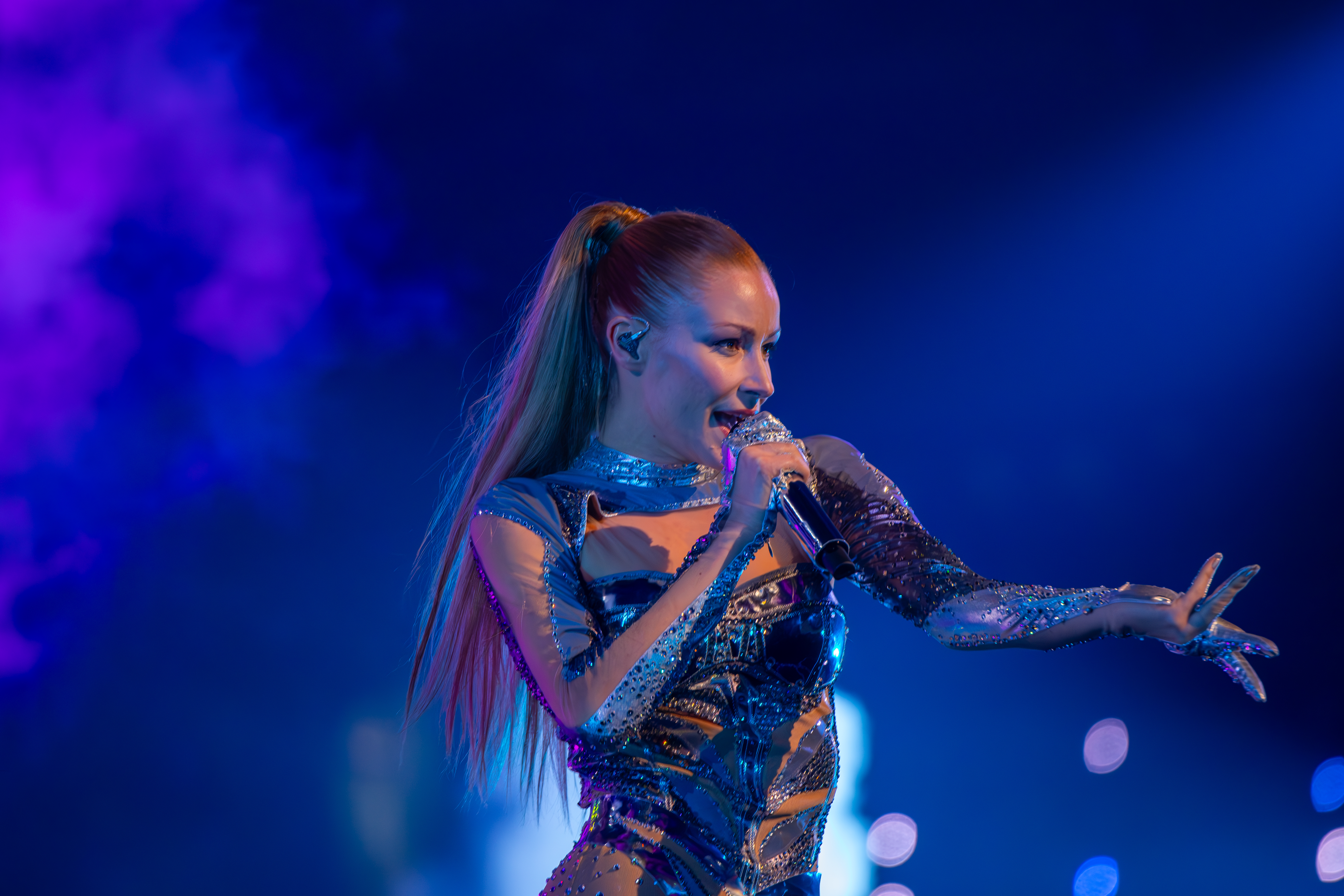
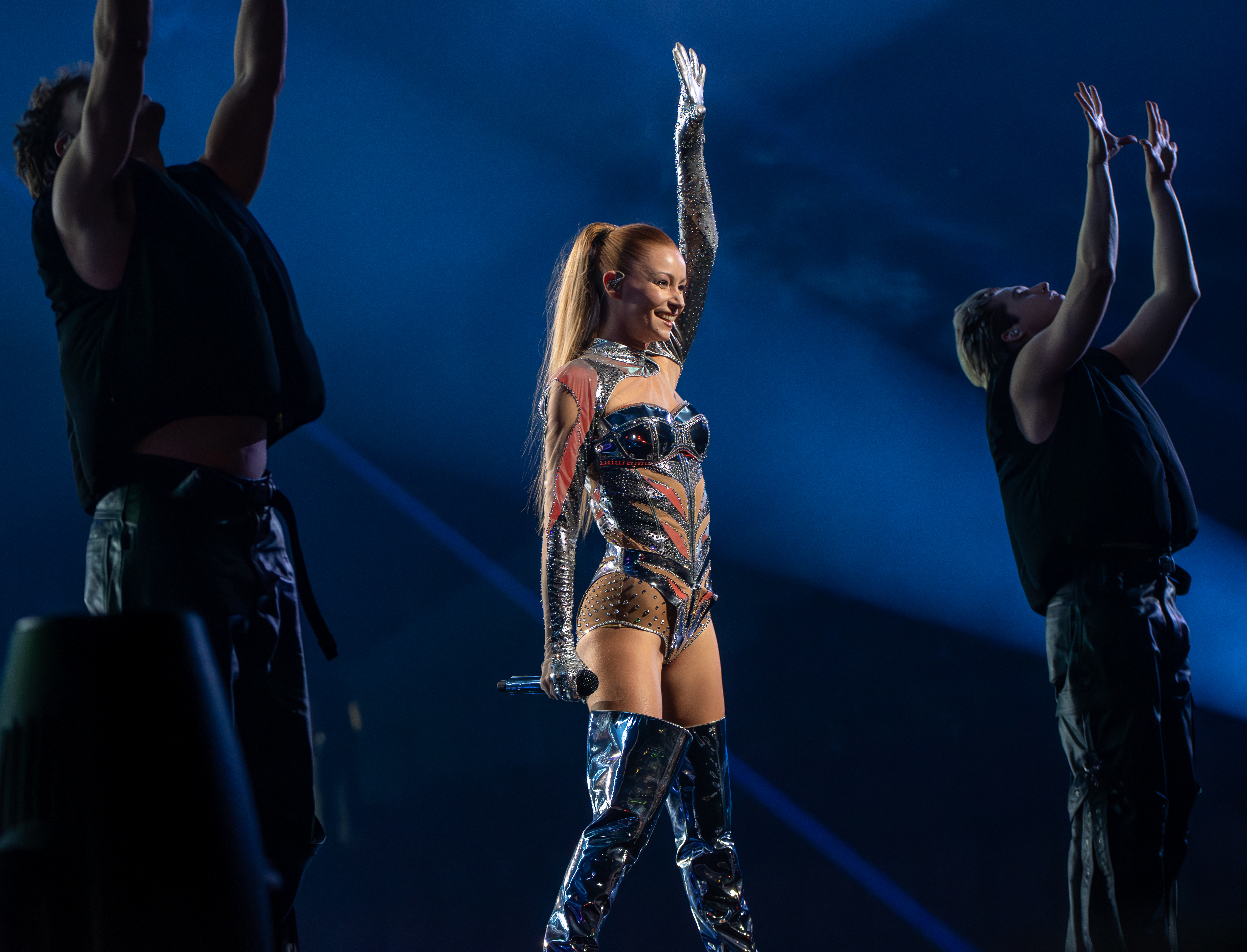
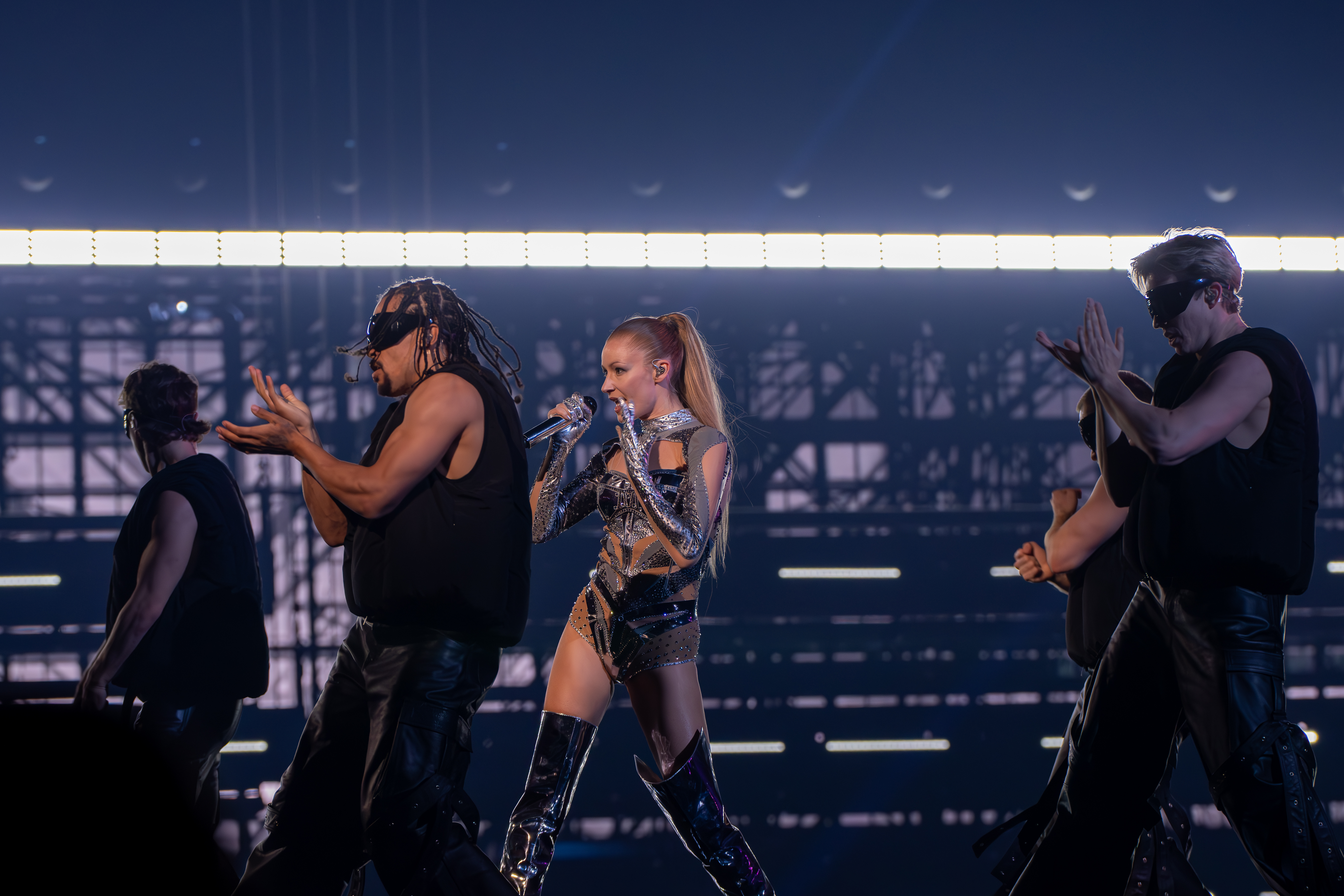

## Чарти
| Чарт                        | Найвища позиція |
| --------------------------- | --------------- |
| Австрія (Ö3 Austria Top 40) | 55              |